# Auray
Auray, bretonul: An Alre, település Franciaországban, Bretagne-ban, Morbihan megyében. Lakosainak száma 14 417 fő (2022. január 1.). Auray Brech, Pluneret, Crac’h és Ploemel községekkel határos.

## Népesség
A település népességének változása:
| Lakosok száma | 8449 | 9892 | 10 323 | 12 420 | 12 946 | 13 746 | 13 627 | 14 141 | 14 155 | 14 417 |
|               | 1968 | 1982 | 1990   | 2006   | 2013   | 2015   | 2017   | 2019   | 2020   | 2022   |